# Gioia Sannitica
Gioia Sannitica là một đô thị ở tỉnh Caserta trong vùng Campania của Ý, có vị trí cách khoảng 50 km về phía đông bắc của Napoli và khoảng 30 km về phía đông bắc của Caserta. Tại thời điểm ngày 31 tháng 12 năm 2004, đô thị này có dân số 3.656 người và diện tích là 54 km².
Đô thị Gioia Sannitica có các frazioni (các đơn vị cấp dưới, chủ yếu là các làng) Gioia, Carattano, Calvisi, Criscia, Curti, Caselle, Auduni, và Madonna del Bagno.
Gioia Sannitica giáp các đô thị: Alife, Alvignano, Cusano Mutri, Faicchio, Ruviano, San Potito Sannitico.